# Willgottheim
 Willgottheim (en alsacià Wílde) és un municipi francès, situat a la regió del Gran Est, al departament del Baix Rin. L'any 1999 tenia 914 habitants.
Forma part del cantó de Bouxwiller, del districte de Saverne i de la Comunitat de comunes del Kochersberg.

## Demografia
| 1962 | 1968 | 1975 | 1982 | 1990 | 1999 |
| ---- | ---- | ---- | ---- | ---- | ---- |
| 619  | 622  | 597  | 633  | 602  | 914  |

## Administració
| Període | Identitat       | Partit |
| ------- | --------------- | ------ |
| 2001-   | Madeleine Perez |        |